# Иларион (Огиенко)
Иларио́н (укр. Іларіон, в миру Ива́н Ива́нович Огие́нко, укр. Іван Іванович Огієнко, пол. Iwan Ohijenko; 2 (14) января 1882, местечко Брусилов, Радомысльский уезд, Киевская губерния — 29 марта 1972, Виннипег, Канада) — украинский общественный, политический и церковный деятель, министр просвещения и министр вероисповеданий Украинской народной республики, затем видный деятель украинской эмиграции.
В 1940—1944 годы — действующий епископ Польской православной церкви, а с 1944 года — в эмиграции, пока не присоединился в 1951 году к неканонической в то время Украинской греко-православной церкви в Канаде и был избран её предстоятелем.

## Жизнеописание

### Детство и образование
Родился 2 января (14 января по новому стилю) 1882 года в местечке Брусилове Киевской губернии в семье бедных крестьян, потомков старинного казацкого рода.
Получил образование в киевской военно-фельдшерской школе, сдал экзамены за курс классической гимназии. Окончил историко-филологический факультет Киевского университета Св. Владимира в 1909 году, где занимался в филологическом семинаре профессора В. Перетца. Учился на Высших педагогических курсах. Доктор философии (1931; университет Брно, Чехословакия, за труд: «Українська літературна мова 16 ст. і Крехівський Апостол 1560 р.»).

### Учёный и политик
Преподавал в Киевском коммерческом институте. В 1915—1918 годах — приват-доцент кафедры языка и литературы Киевского университета.
Огиенко занимался историей восточнославянского ударения, современным русским и украинским ударением. До революции вышел «Словарь ударений в русском языке и правила русского ударения», 1911, 2-е изд. 1914.
В 1917—1918 годах сыграл значительную роль в украинизации учебных заведений. 14 января 1918 года выступил на Всеукраинском церковном соборе с докладом «Возрождение украинской церкви», в которой выступал сторонником церковной самостоятельности Украины. Однако большинство участников Собора высказались за единство с Русской церковью.
С 1918 года — профессор кафедры истории украинской культуры Киевского украинского университета. Был членом украинской партии социалистов-федералистов (левоцентристской ориентации).
В 1918 году — основатель и первый ректор Каменец-Подольского украинского университета (открыт 22 октября 1918 года).
Был сторонником Симона Петлюры и занимал руководящие посты в правительствах Украинской народной республики, фактическим лидером которой был Петлюра.
В 1919 году — министр просвещения Украины в правительствах Владимира Чеховского и Сергея Остапенко. В 1919—1920 годах — министр вероисповеданий в правительствах Исаака Мазепы и Вячеслава Прокоповича. В качестве министра выступал сторонником украинизации образования и организации украинской церковной автокефалии.
В 1920 году, после отъезда Украинской Директории (высшего органа власти страны) из Каменец-Подольска оставался в нём в качестве главноуполномоченного правительства (то есть высшего должностного лица на территории Украины). После занятия Каменец-Подольска Красной армией эмигрировал в Польшу.

### Эмиграция в Польше
С 1920 года жил в городе Тарнове, где основал издательство «Українська Автокефальна Церква», выпускавшее брошюры и небольшие по объёму книги, автором которых был сам Огиенко. Активно сотрудничал с униатской церковью. По воспоминаниям митрополита Евлогия (Георгиевского), «православный по вероисповеданию, он считал, однако, возможным причащаться у униатов». Регулярно печатал свои труды в униатской типографии в Жолкве.
В 1921 году был членом совета республики, а до 1924 года — министром в правительстве Украинской народной республики в эмиграции. С 1922 года — действительный член Научного товарищества им Тараса Шевченко.
С 1924 года преподавал украинский язык в Львовской учительской семинарии, в 1926—1932 годах — профессор церковнославянского языка и палеографии на православном богословском факультете Варшавского университета. Был уволен польскими властями как активный сторонник украинизации православной церкви. Редактировал в Варшаве журналы «Рідна мова» (1933—1939) и «Наша культура» (1935—1937), которые способствовали популяризации украинской культуры, единых норм украинского языка среди украинцев, живших за пределами УССР, выступал против русификации в УССР.
Выступал в качестве творца новой научной дисциплины — палеотипии, понимаемой им как отрасль знания о книгах старой печати («стародруках»).
В 1937 году скончалась его супруга, Доминика Даниловна.

### Епископ Польской православной церкви

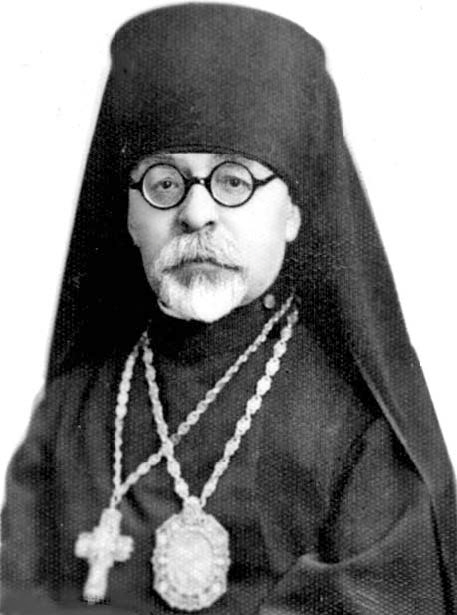
Епископ Холмский и Подляшский Иларион (Огиенко)

9 октября 1940 года в Яблочинском Свято-Онуфриевском монастыре главой Польской православной церкви митрополитом Дионисием (Валединским) был пострижен в монашество с именем Иларион.
19 октября 1940 на Холмском Соборе был наречён во епископа Холмского и Подляшского. Наречение совершили: предстоятель Польской православной церкви митрополит Дионисий (Валединский), архиепископ Пражский Савватий (Врабец) (Константинопольский патриархат) и епископ Люблинский Тимофей (Шрёттер). На следующий день, 20 октября, в Холмском соборе те же иерархи совершили его архиерейскую хиротонию с возведением в сан архиепископа.
Будучи архиереем, занимался украинизацией церковной жизни на Холмщине с помощью введения украинского языка в богослужение. Известен переводом на украинский язык полного текста Библии.
Произнёс сотни проповедей, многие из которых были изданы. Основал в епархии типографию и издательство, большую епархиальную библиотеку, насчитывавшую десятки тысяч томов. В этот же период написал множество стихотворных (писал стихи с юных лет) и прозаических произведений, в основном духовно-назидательного содержания.
16 марта 1944 года возведён в сан митрополита.
В 1944 году в связи с наступлением советских войск эмигрировал в Словакию, затем в Швейцарию; жил в Лозанне. В 1947 году переехал в Канаду.
На предложение иерархов Украинской автокефальной православной церкви в ведении митрополита Поликарпа (Сикорского) от 1947 года об объединении, митрополит в это время ответил отрицательно.
А 13 марта 1949 года, митрополит Иларион, вместе с двумя иерархами Константинопольского патриархата, епископами Богданом (Шпилькой) и Орестом (Чорноком) в кафедральном соборе еп. Богдана в Нью-Йорке, провозгласили создание «Украинской и Карпаторусской Митрополии всея Северной и Южной Америки», а владыка Иларион был интронизирован как «митрополит УПЦ всея Северной и Южной Америки». Однако эта митрополия не получила продолжения, потому что уже 28 апреля того же года из нее вышел епископ Орест. В конечном итоге митр. Иларион отказался от существования этой митрополии в августе 1951 года.

### Предстоятель Украинской греко-православной церкви Канады
В 1951 году на Чрезвычайном соборе «Украинской греко-православной церкви в Канаде» в Виннипеге был избран главой этого религиозного объединения (в то время не признававшегося мировым православием) с титулом митрополита Виннипегского.
Приложил немало сил для организации украинской национально-культурной и религиозной жизни в Канаде. Основал Богословское товарищество (ныне Богословское товарищество митрополита Илариона), осуществил реорганизацию Коллегии святого Апостола Андрея, готовившую священников для украинских автокефалистов в эмиграции, превратив её подразделение Манитобского университета. Создал Научно-богословское товарищество, которое вело активную научно-исследовательскую и издательскую деятельность. Возобновил издание и продолжил редактирование научно-популярного журнала «Наша культура» (1951—1953, с 1954 года — «Віра і культура»).
Каноничность данной церковной группы не была признаваема ни одной из поместных православных церквей до 1990 года, когда эту проблему удалось решить переходом УГПЦК под омофор патриарха Константинопольского на правах автономной митрополии.
Огиенко стоит у истоков автокефальной идеи Украинской церкви. По мнению современных российских исследователей, его литературное наследие на тему истории церкви Малой Руси носит ярко выраженные этнофилетические черты, ревизионистские мотивы и антагонизм к русской православной традиции.

## Переводчик Св. Писания
В 1922 году напечатал во Львове перевод Литургии св. Иоанна Златоуста с греческого на украинский язык. В мае 1937 года во Львове выходит «Новий Заповіт», который являл собой лишь часть главного труда всей его жизни — перевода Библии на украинский литературный язык с оригинальных древнееврейских и греческих текстов. Поставил перед собой задачу: перевести Библию на современный украинский язык, как можно более точно передав содержание оригинала. Британское Библейское общество заключило с переводчиком договор об издании книги. Огиенко работал над переводом с 1931 по 1938 год, но и много позже он совершенствовал текст Библии для новых изданий.
В 1942 году был опубликован «Новий Заповіт і Псалтир». Полностью фундаментальный перевод (включающий и неканонические книги) «Біблії або книг св. Письма Старого і Нового Заповіту» вышел в Лондоне в 1962 году на 1529 страницах.

## Память

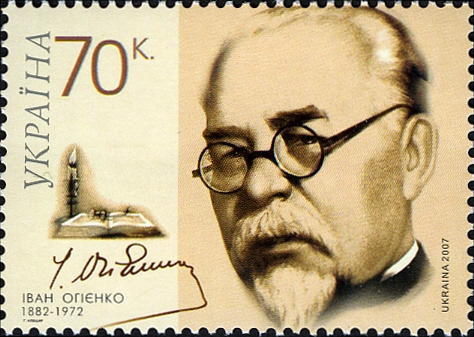
Почтовая марка Украины, 2007 год

- В 1995 году на Украине учреждена премия имени Ивана Огиенко.
- В 2002 году часть архива митрополита Илариона передана Украине канадскими властями.
- В 2007 году была выпущена почтовая марка Украины, посвящённая Огиенко.
- В честь Ивана Огиенко в городе Киеве названа «Специализированная школа № 115 имени Ивана Огиенко».
- В 2008 году в честь Ивана Огиенко был назаан Каменец-Подольский национальный университет, первым ректором которого он был избран в 1918 году.
- Также в Каменце-Подольском одна из главных улиц в центре города носит имя этого профессора — улица Огиенко.

## Труды
Автор многих научных трудов по украинскому литературоведению, истории церкви, культуры, каноническому праву, в том числе:
- Огляд українського язикознавства (1907);
- Орфографический словарь: Справочная книжка по русскому языку (1914);
- Иноземные элементы в русском языке: История проникновения заимствованных слов в русский язык (1915);
- Українська культура (1918);
- Свята Служба Божа св. Отця нашого Іоана Золотоустого, мовою українською— Частина перша, Текст: Приношення або Проскомідія, Служба Божа св. Отця нашого Іоана Золотоустого, Молитви після Святого Причастя. (Львів, 1922);
- Свята Служба Божа св. Отця нашого Іоана Золотоустого, мовою українською — Частина друга, Пояснення до Тексту, Методи перекладу Богослужбових книг на українську мову, Пояснення до перекладу Літургії І. Золотоустого, Покажчик пояснених тут слов’янських слів в азбучнім порядкові, Благодійне видавництво «Українська Автокефальна Церква» під Реакцією Проф. І. Огієнка випуск книжок. (Львів, 1922);
- Свята Вечірня відправа. (Львів, 1922);
- Повечірря та Північна відправа. (Львів, 1922);
- Свята Рання відправа. (Львів, 1922);
- Мала Вечірня, Свята цілонічна відправа, Повсякденна північна відправа, Суботна північна відправа, Недільна північна відправа. (Львів, 1922);
- Година перша, Година третя, Година шоста, Година дев’ята. (Львів, 1922);
- Велике Повечір’я. (Львів, 1922);
- Відпусти денні, Відпусти Владичних свят, Тропарі і Кондаки свят рокових, Святкові Прокимни на ранній відправі. (Львів, 1922);
- Ранні Євангелії. (Львів, 1922);
- Вдячна молитва святого Амвросія, єпископа Медіоланського, Націоналізація богослужбового тексту, Післямова, Зміст цеї книжки, Друкарські помилки. (Львів, 1922);
- Український стилістичний словник (1924);
- Історія українського друкарства (1925);
- Чистота і правильність української мови (1925);
- Кирило і Мефодій: їх життя і діяльність (тт. 1-2, 1927—1928);
- Пам’ятки старослов’янської мови 10-11 ст. (1929);
- Українська літературна мова 16 ст. і Крехівський Апостол 1560 р. (тт. 1-2, 1930);
- Життя слів. Етимологічно-семасіологічні нариси. [Матеріали до етимологічно-семантичного словника української мови]. // «Рідна Мова». Науково-популярний місячник: часопис. — Варшава, 1933—1939. — 1937. — Чис. 2 (50). — Ствб. 77-86; чис. 9-10 (57-58). — Ствб. 371—372; чис. 11 (58). — Ствб. 429—432; 1938. — Чис. 1 (61). — Ствб. 39-44; чис. 3 (63). — Ствб. 133—138; чис. 7-8 (67-68). — Ствб. 347—350; чис. 9 (69). — Ствб. 395—398; чис. 10 (70). — Ствб. 439—444; чис. 12 (72). — Ствб. 525—528; Етимологічно-семантичний словник української мови. — 1938. — Чис. 11 (71). — Ствб. 489—494.
  - Етимологічно-семантичний словник української мови. — 2 вид. // «Віра й Культура». Місячник Української Богословської думки й культури: часопис. — Вінніпег, червень-липень 1964—листопад 1965.
  - Етимологічно-семантичний словник української мови. У 4 томах. / Ред. і допов. Ю. Мулик-Луцик (Т. 1-3), М. Ласло-Куцюк (Т. 4). — Вінніпеґ: Волинь, 1979—1995. — 365 с. + 400 с. + 416 с. + 557 с. — (Інститут дослідів Волині, Ч. 39)
- Сучасна українська літературна мова (1935);
- Українська Церква (тт. 1-2, 1942);
- Слово о полку Ігоревім (1949; 1967);
- Історія української літературної мови (1950);
- Іконоборство (1954);
- Візантія і Україна (1954);
- Українська Церква за Б.Хмельницького. 1647—1657 (1955);
- Князь Костянтин Острозький і його культурна праця (1958);
- Дохристиянські вірування українського народу. Історико-релігійна монографія (1965);
- Канонізація святих в Українській Церкві (1965);
- Життєписи великих українців / Упоряд. М. Тимошик. (1999);
- Тарас Шевченко / Упоряд. М. Тимошик. (2002).